# أندرو همفريس
أندرو همفريس (بالإنجليزية: Andrew A. Humphreys) (و. 1810 – 1883 م) هو ضابط أمريكي، ولد في فيلادلفيا، ويحمل رتبة عسكرية لواء، توفي في واشنطن، عن عمر يناهز 73 عاماً.

## التعليم
تعلم في الأكاديمية العسكرية الأمريكية
.

## الخدمة العسكرية
خدم في جيش الاتحاد.

## روابط خارجية
- أندرو همفريس على موقع الموسوعة البريطانية (الإنجليزية)